# Bayrischer Pfahl
Bayrischer Pfahl är en omkring 140 kilometer lång, nästa snörrät kvartsgång, knuten till en förkastningslinje i nordvästlig-sydöstlig riktning mellan Bayerischer Wald och Böhmerwald i östra Bayern. Tack vare motståndskraft mot denudationen har Pfahl behållits som en vit, på sina ställen upp till 30 meter hög mur, på flera ställen av sådan bredd att borgar och kapell anlagts uppe på kvartsklippan.